# Suzanne Simard
Suzanne Simard é uma professora de ecologia florestal que leciona na Universidade da Columbia Britânica.
Ela testou teorias de como as árvores comunicam-se umas com as outras.   Ela usou carbono radioativo para medir o fluxo e compartilhamento de carbono entre cada árvore e entre espécies. Ela descobriu que bétulas e abetos de Douglas compartilham carbono.  Bétulas recebem carbono extra de abetos de Douglas quando uma bétula perde suas folhas; e as bétulas fornecem carbono aos abetos de Douglas que estão na sombra.

## Árvores Mãe
Simard ajudou a identificar algo conhecido como árvore hub, ou "árvore mãe". Árvores mãe são as maiores árvores nas florestas que agem como hubs centrais para vastas redes subterrâneas de micorrizas.  Uma árvore mãe ajuda plântulas infectando-as com fungos e fornecendo os nutrientes que elas necessitam para crescer.

Ela descobriu que abetos de Douglas fornecem carbono para abetos jovens. Ela descobriu que mais carbono era enviado para abetos que descendiam daquela árvore mãe em específico, e não para abetos jovens aleatórios que não tinham parentesco com aquela árvore em específico. Ela também descobriu que as árvores mãe mudam a estrutura de suas raízes para abrir espaço para as árvores jovens.

## Cooperação Inter-espécies
Simard descobriu que "abetos estavam usando a rede fúngica para trocar nutrientes com bétulas durante do decorrer da estação". Por exemplo, árvores de diferentes espécies podem emprestar açúcares umas as outras pois os déficits ocorrem de acordo com mudanças sazonais. Essa é uma troca bastante benéfica entre árvores coníferas e decíduas, visto que seus déficits de energia ocorrem em diferentes períodos. Os benefícios "dessa cooperativa subterrânea parecem ser uma saúde melhor, mais fotossíntese, e uma maior resiliência em situações de dificuldade".

## Divulgação científica
Suzanne Simard é uma defensora da popularização da ciência. Na Universitdade da Columbia Britânica ela iniciou com os colegas Dr. Julia Dordel e Dr. Maja Krzic o Communication of Science Program TerreWEB, que tem treinado estudantes de graduação para se tornar melhores comunicadores de suas pesquisas desde 2011. Simard apareceu em difersas plataforma não-científicas, como no documentário de curta-metragem “Do trees communicate”, uma palestra no TED (conferência)  e o documentário “Intelligent trees”, onde ela aparece com o cientista e autor Peter Wohlleben.